# Liste der denkmalgeschützten Objekte in Salzburg-Maxglan
Die Liste der denkmalgeschützten Objekte in Salzburg-Maxglan enthält die 28 denkmalgeschützten, unbeweglichen Objekte der Salzburger Katastralgemeinde Maxglan.

## Denkmäler
| Foto |                 | Denkmal | Standort                                              | Beschreibung | Metadaten |
| ---- | --------------- | --- | ----------------------------------------------------- | --- | --- |
| ja   | Datei hochladen | Bauernhof, Wohnhaus und Stallgebäude des Klostermeierhofs HERIS-ID: 53090 Objekt-ID: 60876                         | Eichetstraße 10 Standort KG: Maxglan                  | Der Klostermeierhof wurde nach dem Ersten Weltkrieg von der Familie Kiener, die auch heute noch die Stieglbrauerei besitzt, errichtet. | BDA-Hist.: Q38055720 Status: Bescheid Stand der BDA-Liste: 2025-06-30 Name: Bauernhof, Wohnhaus und Stallgebäude des Klostermeierhofs GstNr.: 599/2                                                                 |
| ja   | Datei hochladen | Braumeister-Villa HERIS-ID: 29041 Objekt-ID: 25663                                                                 | Franz-Huemer-Straße 4 Standort KG: Maxglan            | | BDA-Hist.: Q37923214 Status: Bescheid Stand der BDA-Liste: 2025-06-30 Name: Braumeister-Villa GstNr.: 1696 |
| ja   | Datei hochladen | USFA-Wohnhaussiedlung HERIS-ID: 113230 Objekt-ID: 131506seit 2018                                                  | General-Keyes-Straße 1, 3 Standort KG: Maxglan        | Die USFA-Wohnhaussiedlung wurde 1950/51 erbaut, ursprünglich um Offiziersfamilien der in Salzburg stationierten US-Luftwaffe unterzubringen. Sie kontrastiert mit ihrer großzügigen, autofreundlichen Anlage stark mit der lokalen Architekturtradition und stellte daher einen wichtigen Einschnitt dar. Auch war der Standard der Wohnungen hoch, was einem Import von Wohnkultur entsprach. Im Volksmund wurde die Siedlung „Klein-Amerika“ genannt. Anmerkung: Die Siedlung erstreckt sich über die Salzburger Katastralgemeinden Liefering II und Maxglan. | BDA-Hist.: Q105658610 Status: Bescheid Stand der BDA-Liste: 2025-06-30 Name: USFA Wohnhaussiedlung GstNr.: 6/20 USFA Wohnhaussiedlung General-Keyes-Straße                                                          |
| ja   | Datei hochladen | USFA-Wohnhaussiedlung HERIS-ID: 113229 Objekt-ID: 131505seit 2018                                                  | General-Keyes-Straße 5, 7 Standort KG: Maxglan        | siehe General-Keyes-Straße 1–3 Anmerkung: Die USFA-Wohnhaussiedlung erstreckt sich über die Salzburger Katastralgemeinden Liefering II und Maxglan. | BDA-Hist.: Q105658609 Status: Bescheid Stand der BDA-Liste: 2025-06-30 Name: USFA Wohnhaussiedlung GstNr.: 6/19 USFA Wohnhaussiedlung General-Keyes-Straße                                                          |
| ja   | Datei hochladen | USFA-Wohnhaussiedlung HERIS-ID: 113227 Objekt-ID: 131503seit 2018                                                  | General-Keyes-Straße 6, 8 Standort KG: Maxglan        | siehe General-Keyes-Straße 1–3 Anmerkung: Die USFA-Wohnhaussiedlung erstreckt sich über die Salzburger Katastralgemeinden Liefering II und Maxglan. | BDA-Hist.: Q105658607 Status: Bescheid Stand der BDA-Liste: 2025-06-30 Name: USFA Wohnhaussiedlung GstNr.: 6/10 USFA Wohnhaussiedlung General-Keyes-Straße                                                          |
| ja   | Datei hochladen | USFA-Wohnhaussiedlung HERIS-ID: 113226 Objekt-ID: 131502seit 2018                                                  | General-Keyes-Straße 8a, 10, 12 Standort KG: Maxglan  | siehe General-Keyes-Straße 1–3 Anmerkung: Die USFA-Wohnhaussiedlung erstreckt sich über die Salzburger Katastralgemeinden Liefering II und Maxglan. | BDA-Hist.: Q105658606 Status: Bescheid Stand der BDA-Liste: 2025-06-30 Name: USFA Wohnhaussiedlung GstNr.: 6/27 USFA Wohnhaussiedlung General-Keyes-Straße                                                          |
| ja   | Datei hochladen | USFA-Wohnhaussiedlung HERIS-ID: 113228 Objekt-ID: 131504seit 2018                                                  | General-Keyes-Straße 9, 11a, 11 Standort KG: Maxglan  | siehe General-Keyes-Straße 1–3 Anmerkung: Die USFA-Wohnhaussiedlung erstreckt sich über die Salzburger Katastralgemeinden Liefering II und Maxglan. | BDA-Hist.: Q105658608 Status: Bescheid Stand der BDA-Liste: 2025-06-30 Name: USFA Wohnhaussiedlung GstNr.: 6/17 USFA Wohnhaussiedlung General-Keyes-Straße                                                          |
| ja   | Datei hochladen | USFA-Wohnhaussiedlung HERIS-ID: 113225 Objekt-ID: 131501seit 2018                                                  | General-Keyes-Straße 14, 16 Standort KG: Maxglan      | siehe General-Keyes-Straße 1–3 Anmerkung: Die USFA-Wohnhaussiedlung erstreckt sich über die Salzburger Katastralgemeinden Liefering II und Maxglan. | BDA-Hist.: Q105658605 Status: Bescheid Stand der BDA-Liste: 2025-06-30 Name: USFA Wohnhaussiedlung GstNr.: 6/22 USFA Wohnhaussiedlung General-Keyes-Straße                                                          |
| ja   | Datei hochladen | USFA-Wohnhaussiedlung HERIS-ID: 113000 Objekt-ID: 131225seit 2018                                                  | General-Keyes-Straße 16a, 18, 20 Standort KG: Maxglan | siehe General-Keyes-Straße 1–3 Anmerkung: Die USFA-Wohnhaussiedlung erstreckt sich über die Salzburger Katastralgemeinden Liefering II und Maxglan. | BDA-Hist.: Q105658603 Status: Bescheid Stand der BDA-Liste: 2025-06-30 Name: USFA Wohnhaussiedlung GstNr.: 6/7 USFA Wohnhaussiedlung General-Keyes-Straße                                                           |
| ja   | Datei hochladen | Christian-Doppler-Klinik, Objekt 1, Verwaltung, Ausbildung, Pflegeschule, Hörsäle HERIS-ID: 52929 Objekt-ID: 60695 | Ignaz-Harrer-Straße 79 Standort KG: Maxglan           | | BDA-Hist.: Q125567155 Status: § 2a Stand der BDA-Liste: 2025-06-30 Name: Christian-Doppler-Klinik, Objekt 1, Verwaltung, Ausbildung, Pflegeschule, Hörsäle GstNr.: 22/1 Verwaltungsgebäude Christian-Doppler-Klinik |
| ja   | Datei hochladen | Christian-Doppler-Klinik, Objekt 4, Geriatrie II HERIS-ID: 52935 Objekt-ID: 60701                                  | Ignaz-Harrer-Straße 79 Standort KG: Maxglan           | | BDA-Hist.: Q38055180 Status: § 2a Stand der BDA-Liste: 2025-06-30 Name: Christian-Doppler-Klinik, Objekt 4, Geriatrie II GstNr.: 22/1 Buildings of Christian-Doppler-Klinik                                         |
| ja   | Datei hochladen | Christian-Doppler-Klinik, Objekt 20, Girlinghof HERIS-ID: 52936 Objekt-ID: 60702                                   | Ignaz-Harrer-Straße 79 Standort KG: Maxglan           | | BDA-Hist.: Q38055193 Status: § 2a Stand der BDA-Liste: 2025-06-30 Name: Christian-Doppler-Klinik, Objekt 20, Girlinghof GstNr.: 22/1 Buildings of Christian-Doppler-Klinik                                          |
| ja   | Datei hochladen | Christian-Doppler-Klinik, Objekt 30a, Gärtnerei HERIS-ID: 52937 Objekt-ID: 60703                                   | Ignaz-Harrer-Straße 79 Standort KG: Maxglan           | | BDA-Hist.: Q38055203 Status: § 2a Stand der BDA-Liste: 2025-06-30 Name: Christian-Doppler-Klinik, Objekt 30a, Gärtnerei GstNr.: 22/1 Buildings of Christian-Doppler-Klinik                                          |
| ja   | Datei hochladen | Christian-Doppler-Klinik, Spitalskirche, hl. Salvator HERIS-ID: 52940 Objekt-ID: 60706                             | Ignaz-Harrer-Straße 79 Standort KG: Maxglan           | | BDA-Hist.: Q38055218 Status: § 2a Stand der BDA-Liste: 2025-06-30 Name: Christian-Doppler-Klinik, Spitalskirche, hl. Salvator GstNr.: 22/1 Spitalskirche Christian-Doppler-Klinik                                   |
| ja   | Datei hochladen | Christian-Doppler-Klinik, Objekt 15, Lang-Wallnerhof HERIS-ID: 52941 Objekt-ID: 60707                              | Ignaz-Harrer-Straße 79 Standort KG: Maxglan           | | BDA-Hist.: Q38055230 Status: § 2a Stand der BDA-Liste: 2025-06-30 Name: Christian-Doppler-Klinik, Objekt 15, Lang-Wallnerhof GstNr.: 22/1 Buildings of Christian-Doppler-Klinik                                     |
| ja   | Datei hochladen | Christian-Doppler-Klinik, Objekt 36, ehem. Totenhaus HERIS-ID: 52951 Objekt-ID: 60718                              | Ignaz-Harrer-Straße 79 Standort KG: Maxglan           | | BDA-Hist.: Q38055250 Status: § 2a Stand der BDA-Liste: 2025-06-30 Name: Christian-Doppler-Klinik, Objekt 36, ehem. Totenhaus GstNr.: 22/1 Buildings of Christian-Doppler-Klinik                                     |
| ja   | Datei hochladen | Christian-Doppler-Klinik, Objekt 24, Villa-Fäustle HERIS-ID: 52952 Objekt-ID: 60719                                | Ignaz-Harrer-Straße 79 Standort KG: Maxglan           | | BDA-Hist.: Q38055260 Status: § 2a Stand der BDA-Liste: 2025-06-30 Name: Christian-Doppler-Klinik, Objekt 24, Villa-Fäustle GstNr.: 22/1 Villa Fäustle                                                               |
| ja   | Datei hochladen | Christian-Doppler-Klinik, Objekt 19, Wasserturm HERIS-ID: 52953 Objekt-ID: 60720                                   | Ignaz-Harrer-Straße 79 Standort KG: Maxglan           | | BDA-Hist.: Q38055270 Status: § 2a Stand der BDA-Liste: 2025-06-30 Name: Christian-Doppler-Klinik, Objekt 19, Wasserturm GstNr.: 22/1 Wasserturm Christian-Doppler-Klinik                                            |
| ja   | Datei hochladen | Christian-Doppler-Klinik, Objekt 38, MS-Wohnhaus HERIS-ID: 68236 Objekt-ID: 81239                                  | Ignaz-Harrer-Straße 79 Standort KG: Maxglan           | | BDA-Hist.: Q38119062 Status: § 2a Stand der BDA-Liste: 2025-06-30 Name: Christian-Doppler-Klinik, Objekt 38, MS-Wohnhaus GstNr.: 22/6 Buildings of Christian-Doppler-Klinik                                         |
| ja   | Datei hochladen | Christian-Doppler-Klinik, Objekt 51, Gartenpavillon HERIS-ID: 68237 Objekt-ID: 81240                               | Ignaz-Harrer-Straße 79 Standort KG: Maxglan           | Pavillon zur Villa Fäustle gehörig | BDA-Hist.: Q38119073 Status: § 2a Stand der BDA-Liste: 2025-06-30 Name: Christian-Doppler-Klinik, Objekt 51, Gartenpavillon GstNr.: 22/1 Buildings of Christian-Doppler-Klinik                                      |
| ja   | Datei hochladen | Christian-Doppler-Klinik, Objekt 34, Philomenakapelle HERIS-ID: 52939 Objekt-ID: 60705                             | Ignaz-Harrer-Straße 89 Standort KG: Maxglan           | → Hauptartikel : Philomenakapelle (Salzburg) f1 | BDA-Hist.: Q15992131 Status: § 2a Stand der BDA-Liste: 2025-06-30 Name: Christian-Doppler-Klinik, Objekt 34, Philomenakapelle GstNr.: 9/26 Philomena-Kapelle                                                        |
| ja   | Datei hochladen | Kath. Pfarrzentrum St. Vitalis (Kirche und Pfarrhof) HERIS-ID: 53092 Objekt-ID: 60878                              | Kendlerstraße 148 Standort KG: Maxglan                | Errichtet 1973 nach Plänen des Architekten Wilhelm Holzbauer. | BDA-Hist.: Q2793671 Status: § 2a Stand der BDA-Liste: 2025-06-30 Name: Kath. Pfarrzentrum St. Vitalis (Kirche und Pfarrhof) GstNr.: 1173/51                                                                         |
| ja   | Datei hochladen | Bauernhaus, Stechlgütl HERIS-ID: 29042 Objekt-ID: 25664                                                            | Maxglaner Hauptstraße 61 Standort KG: Maxglan         | | BDA-Hist.: Q37923227 Status: Bescheid Stand der BDA-Liste: 2025-06-30 Name: Bauernhaus, Stechlgütl GstNr.: 577/29 Stechlgütl                                                                                        |
| ja   | Datei hochladen | Gutshof der Stieglbrauerei, Rochusmayrhof mit Kapelle HERIS-ID: 53091 Objekt-ID: 60877                             | Rochusgasse 6 Standort KG: Maxglan                    | Der Rochushof gehört seit 1897 zur Stieglbrauerei; zwischen 1911 und 1913 erhielt er durch den Architekten Karl Pirich seine heutige Form. Heute sind hier vier Betriebe (Bauernhof, Bäckerei, Metzgerei, Käserei) angesiedelt, die ein biologisches Warensortiment anbieten. Zudem dient der Rochushof als „Haus der Meister“ einem Schneider-, einem Kürschner- und einem Goldschmiedemeister als Arbeits- und Verkaufsraum. | BDA-Hist.: Q38055730 Status: Bescheid Stand der BDA-Liste: 2025-06-30 Name: Gutshof der Stieglbrauerei, Rochusmayrhof mit Kapelle GstNr.: 1664/4, 783/1                                                             |
| ja   | Datei hochladen | Rochushof (Rochuskaserne) mit Kapelle des hl. Rochus HERIS-ID: 75050 Objekt-ID: 88518                              | Rochusgasse 12 Standort KG: Maxglan                   | Unter Erzbischof Wolf Dietrich von Raitenau wurde hier ein städtisches Pesthaus errichtet. Erzbischof Sigismund Graf Schrattenbach ließ das Spital 1754–1758 renovieren und zu einem Zucht- und Arbeitshaus für Raufbolde, Unzüchtige und unbotmäßige Dienstboten und Kinder umfunktionieren. Als Salzburg 1816 zu Österreich kam, wurde das Spital als Kaserne verwendet. 1901 erwarb die Stieglbrauerei den Gebäudekomplex, in dessen Hof immer noch die dem Pestheiligen geweihte Rochuskapelle steht.                                                       | BDA-Hist.: Q38137826 Status: Bescheid Stand der BDA-Liste: 2025-06-30 Name: Rochushof (Rochuskaserne) mit Kapelle des hl. Rochus GstNr.: 731/4 Rochushof                                                            |
| ja   | Datei hochladen | ehem. Mesnerhaus HERIS-ID: 52992 Objekt-ID: 60762                                                                  | Siezenheimer Straße 7 Standort KG: Maxglan            | Das zweigeschoßige Mittelflurhaus mit schindelgedecktem Schopfwalmdach ist über dem Portal mit 1652 bezeichnet. | BDA-Hist.: Q38055330 Status: § 2a Stand der BDA-Liste: 2025-06-30 Name: ehem. Mesnerhaus GstNr.: 350 |
| ja   | Datei hochladen | Kath. Pfarrkirche Maxglan, hl. Maximilian und alter Friedhof HERIS-ID: 52993 Objekt-ID: 60763                      | Siezenheimer Straße 7a Standort KG: Maxglan           | Die spätgotische Pfarrkirche mit schlichtem Langhaus, steilem Satteldach und Westturm entstand um 1500, wobei vermutlich älteres Mauerwerk benützt wurde. Der Marmoraltar stammt aus dem Jahr 1774. Von 1952 bis 1956 wurde nördlich an die Kirche anschließend ein monumentalistischer Saalbau mit Betongroßfiguren von Heiligen über dem Hauptportal errichtet. | BDA-Hist.: Q38055342 Status: § 2a Stand der BDA-Liste: 2025-06-30 Name: Kath. Pfarrkirche Maxglan, hl. Maximilian und alter Friedhof GstNr.: 300 Pfarrkirche Maxglan                                                |
| ja   | Datei hochladen | Deggendorfsche Kapelle HERIS-ID: 60230 Objekt-ID: 72386                                                            | bei Villagasse 3 Standort KG: Maxglan                 | Deckengemälde mit Dreifaltigkeitsdarstellung und paarweisen Putti, originales schmiedeeisernes Gitter | BDA-Hist.: Q38091066 Status: Bescheid Stand der BDA-Liste: 2025-06-30 Name: Deggendorfsche Kapelle GstNr.: 1830 Deggendorfsche Hauskapelle                                                                          |

## Ehemalige Denkmäler
| Foto |                 | Denkmal                                                                                        | Standort                                    | Beschreibung | Metadaten |
| ---- | --------------- | ---------------------------------------------------------------------------------------------- | ------------------------------------------- | ------------ | --- |
| ja   | Datei hochladen | Christian-Doppler-Klinik, Objekt 6, Jugendpsychiatrie HERIS-ID: 52946 Objekt-ID: 60713bis 2022 | Ignaz-Harrer-Straße 79 Standort KG: Maxglan |              | BDA-Hist.: Q38055240 Status: § 2a Stand der BDA-Liste: 2022-07-01 Name: Christian-Doppler-Klinik, Objekt 6, Jugendpsychiatrie GstNr.: 22/1 Christian-Doppler-Klinik |